# Municipio de Jor
Jor (en árabe: الخور) es uno de los ocho municipios que forman el Estado de Catar. Su capital y ciudad más poblada es Al Khor.

## Geografía y demografía

Situación de Al Khawr en Catar antes de 2004.

La superficie de Al Khawr abarca una extensión de territorio que ocupa 996 kilómetros cuadrados del país. Se ubica geográficamente entre las siguientes coordenadas: 25°41′24″N 51°30′36″E / 25.69000, 51.51000
Su población se compone de unos 193.983 personas (cifras del censo del año 2010). La densidad poblacional de esta división administrativa es de 190 habitantes por cada kilómetro cuadrado aproximadamente.
- Datos: Q1156471
- Multimedia: Al Khor / Q1156471